# Sánkti-Pétur
Sánkti-Pétur är en bergstopp i republiken Island. Den ligger i regionen Norðurland eystra, 210 km nordost om huvudstaden Reykjavík. Toppen på Sánkti-Pétur är 955 meter över havet.
Trakten runt Sánkti-Pétur är nära nog obefolkad, med mindre än två invånare per kvadratkilometer. Det finns inga samhällen i närheten. Trakten runt Sánkti-Pétur består i huvudsak av gräsmarker.